# Al-Jouf-Klasse
Die Al-Jouf-Klasse ist eine Klasse von vier Patrouillenbooten die durch die Küstenwache Saudi-Arabiens eingesetzt wird. Die Boote der Klasse wurden zwischen März 1988 und August 1989 bei der Werft Blohm + Voss in Hamburg gebaut.

## Einheiten
| Name            | Bauwerft              | Kiellegung     | Stapellauf    | Indienststellung | Bemerkungen |
| --------------- | --------------------- | -------------- | ------------- | ---------------- | ----------- |
| Al Jouf (الجوف) | Blohm + Voss, Hamburg | 30. März 1988  | 10. März 1989 | 15. Juni 1989    | aktiv       |
| Turaif (طرائف)  | Blohm + Voss, Hamburg | 27. April 1988 | April 1989    | 15. Juni 1989    | aktiv       |
| Hail (هائل)     | Blohm + Voss, Hamburg | 1. August 1988 | 1989          | 20. August 1989  | aktiv       |
| Najran (نجران)  | Blohm + Voss, Hamburg | 5. August 1988 | 1989          | 20. August 1989  | aktiv       |

## Weblink
- Al-Jouf-Klasse auf Navypedia (englisch)